# Lempo
Lempo ist der Gott der Bosheit und Herr der Dämonen in der Finnischen Mythologie. Seine höchsten Diener sind Hiisi und Paha. Außerdem hat er die Macht über die Dämonen der Wälder, welche Piru genannt werden, und eine wilde Herde von feuerspeienden Elchen.
Als ein Elternteil wird Kalewa genannt.
Lempo wird als böser Geist beschrieben, der auch mit dem Teufel verglichen wird. Auf der anderen Seite wird aber auch vertreten, dass Lempo zunächst eine Gottheit der Liebe bezeichnet hat, sich nur die Bedeutung, die man der Gottheit zugeschrieben hat, im Laufe der Zeit geändert hat.
Lempos größter Widersacher ist Lemminkäinen.

## Rezeption außerhalb der Mythologie
Die finnische Metalband „Korpiklaani“ schrieb 2015 ein gleichnamiges Lied, in dem Rituale um die Verehrung Lempos beschrieben werden.
Die linke Hand wurde auch noch im 19. Jahrhundert als lempo bezeichnet, als "böse Hand".